# الطبقة المنطقية للمهاد
يتكون  المهاد بشكل رئيس من المادة الرمادية ، ولكن سطحه العلوي مغطى بطبقة من المادة البيضاء تسمى الطبقة المنطقية.